# Le Hochet
Le Hochet – miasto na Mauritiusie, w dystrykcie Pamplemousses. Według danych szacunkowych na rok 2014 liczyło 15 362 mieszkańców.